# Cupido alsus
Cupido alsus är en fjärilsart som beskrevs av Denis och Fenn 1776. Cupido alsus ingår i släktet Cupido och familjen juvelvingar. Inga underarter finns listade i Catalogue of Life.